# Drosophila coffeina
Drosophila coffeina är en tvåvingeart som beskrevs av Ignaz Rudolph Schiner 1868. Drosophila coffeina ingår i släktet Drosophila och familjen daggflugor.
Artens utbredningsområde är Franska Polynesien, Sällskapsöarna och Tahiti.